# Lidy Venneboer
Lidy Venneboer est une joueuse de tennis néerlandaise de la fin des années 1960.
Avec l'équipe des Pays-Bas, elle a notamment joué la finale de la coupe de la Fédération en 1968, perdue face à l'Australie de Margaret Smith.  

## Parcours en Grand Chelem (partiel)

### En simple dames
| Année | Championnat d'Australie | Championnat d'Australie | Internationaux de France | Internationaux de France | Wimbledon       | Wimbledon        | US National US Open | US National US Open |
| 1966  | -                       | -                       | -                        | -                        | 3e tour (1/16)  | Madonna Schacht  | -                   | -                   |
| 1967  | 2e tour (1/16)          | Rosie Casals            | 1er tour (1/64)          | Kerry Melville           | 2e tour (1/32)  | Stephanie Defina | -                   | -                   |
| 1968  | -                       | -                       | -                        | -                        | 1er tour (1/64) | Pixie Lamm       | -                   | -                   |

À droite du résultat, l’ultime adversaire.

### En double dames
| Année | Championnat d'Australie | Championnat d'Australie   | Internationaux de France     | Internationaux de France | Wimbledon                  | Wimbledon                | US National US Open | US National US Open |
| 1966  | -                       | -                         | -                            | -                        | 2e tour (1/16) E. Veentjer | Rosie Casals B. J. King  | -                   | -                   |
| 1967  | 1/2 finale Betty Stöve  | Lesley Turner Judy Tegart | 1er tour (1/32) Ingrid Loeys | Ann Haydon Virginia Wade | -                          | -                        | -                   | -                   |
| 1968  | -                       | -                         | -                            | -                        | 2e tour (1/16) E. Subirats | H. Masthoff Schildknecht | -                   | -                   |

Sous le résultat, la partenaire ; à droite, l’ultime équipe adverse.

### En double mixte
| Année | Championnat d'Australie    | Championnat d'Australie  | Internationaux de France | Internationaux de France   | Wimbledon                    | Wimbledon                 | US National US Open | US National US Open |
| 1966  | -                          | -                        | -                        | -                          | 3e tour (1/16) R. Venkatesan | Ann Haydon C. Graebner    | -                   | -                   |
| 1967  | 2e tour (1/8) Birger Folke | Rosie Casals Jim McManus | 1er tour (1/32) Mr Lall  | Estalella-Manso E. Aguirre | -                            | -                         | -                   | -                   |
| 1968  | -                          | -                        | -                        | -                          | 3e tour (1/16) Hans Pohmann  | Virginia Wade Robert Howe | -                   | -                   |

Sous le résultat, le partenaire ; à droite, l’ultime équipe adverse.

## Parcours en Coupe de la Fédération
| #                                                                  | Date       | Lieu   | Surface      | Gagnante(s)                         | Perdante(s)                            | Score         |          |
|                                                                    |            |        |              |                                     |                                        |               |          |
| 1967 - 2e tour (groupe mondial) - Pays-Bas - Italie - 0 : 3        |            |        |              |                                     |                                        |               |          |
| 1                                                                  | 07/06/1967 | Berlin | Terre (ext.) | Maria-Teresa Riedl                  | Lidy Venneboer                         | 3-6, 6-3, 6-1 | Parcours |
| 1                                                                  | 07/06/1967 | Berlin | Terre (ext.) | Sylvana Lazzarino Lea Pericoli      | Trudy Groenman Lidy Venneboer          | 2-6, 7-5, 6-4 | Parcours |
|                                                                    |            |        |              |                                     |                                        |               |          |
| 1968 - 1er tour (groupe mondial) - Pays-Bas - Finlande - 3 : 0     |            |        |              |                                     |                                        |               |          |
| 2                                                                  | 21/05/1968 | Paris  | Terre (ext.) | Lidy Venneboer                      | Christina Lindstrom                    | 4-6, 6-4, 6-2 | Parcours |
| 2                                                                  | 21/05/1968 | Paris  | Terre (ext.) | Marijke Jansen Lidy Venneboer       | Birgitta Lindström Christina Lindstrom | 6-4, 6-4      | Parcours |
|                                                                    |            |        |              |                                     |                                        |               |          |
| 1968 - 2e tour (groupe mondial) - Pays-Bas - Pologne - 2 : 1       |            |        |              |                                     |                                        |               |          |
| 3                                                                  | 23/05/1968 | Paris  | Terre (ext.) | Astrid Suurbeek Lidy Venneboer      | Barbara Olszewska Danuta Wieczorek     | 8-6, 7-5      | Parcours |
|                                                                    |            |        |              |                                     |                                        |               |          |
| 1968 - 1/2 finale (groupe mondial) - Pays-Bas - États-Unis - 2 : 1 |            |        |              |                                     |                                        |               |          |
| 4                                                                  | 25/05/1968 | Paris  | Terre (ext.) | Nancy Richey                        | Lidy Venneboer                         | 6-2, 6-3      | Parcours |
| 4                                                                  | 25/05/1968 | Paris  | Terre (ext.) | Astrid Suurbeek Lidy Venneboer      | Mary-Ann Eisel Nancy Richey            | 3-6, 8-6, 6-0 | Parcours |
|                                                                    |            |        |              |                                     |                                        |               |          |
| 1968 - Finale (groupe mondial) - Australie - Pays-Bas - 3 : 0      |            |        |              |                                     |                                        |               |          |
| 5                                                                  | 21/05/1968 | Paris  | Terre (ext.) | Margaret Smith Court Kerry Melville | Astrid Suurbeek Lidy Venneboer         | 6-3, 6-8, 7-5 | Parcours |